# 新貝村
新貝村（しんがいむら）は、かつて新潟県西蒲原郡にあった村。1901年11月1日の合併によって消滅し、現在は新潟市西区の一部となっている。
以下の記述は合併直前当時の旧新貝村に関しての記述であり、現在では名称等が異なる場合がある。なお、ここに記述されていない内容に関しては新潟市などの記事を参照。

## 沿革
- 1889年（明治22年）4月1日 - 町村制施行に伴い西蒲原郡小新村、亀貝村が合併し、新貝村が発足。
- 1901年（明治34年）11月1日 - 西蒲原郡上坂井輪村、下坂井輪村、新通村（一部）と合併し、坂井輪村となり消滅。

## 地域
新貝村は、合併した村名を継承する以下の大字で構成される。
小新（こしん）
1889年（明治22年）まであった小新村の区域。現在の新潟市西区小新。
亀貝（かめがい）
1889年（明治22年）まであった亀貝村の区域。現在の新潟市西区亀貝。